# Cache-poussière

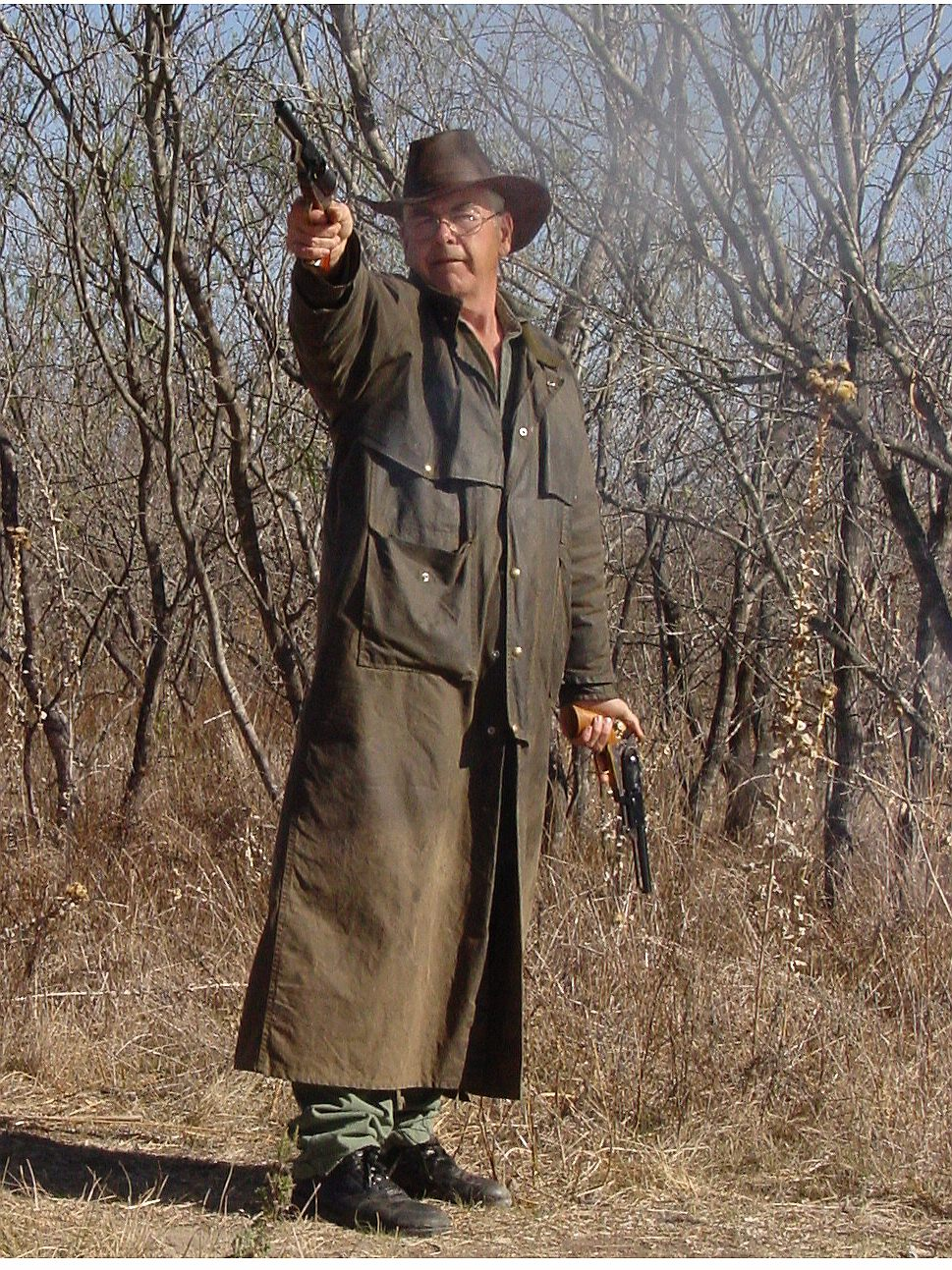
Cache-poussière porté lors d'une Reconstitution historique de la conquête de l'Ouest

Un cache-poussière est un vêtement sous forme de manteau ample, avec ou sans manches, que l'on porte par-dessus les habits. Il est apparu au début du XXe siècle avec l'essor de l'industrie automobile[réf. nécessaire].
Dans ses souvenirs d'automobiliste d'avant 1914 (Grand Papa était enragé ) , le journaliste Hervé Lauwick , dans un chapitré intitulé "Tout n'était que poussière" évoquant les routes de campagnes non asphaltées et/ou mal pavées, comme les chaussées Brunehaut, décrit les accoutrements des automobilistes de la Belle époque : Les dames en automobile se drapaient dans d'immenses Cache - poussières et entouraient leur tête et leur chapeau de voiles de gaze verte comme les anglaises dans les comédies de Pailleron.
Le cache-poussière est devenu un accessoire récurrent dans les westerns, par exemple Il était une fois dans l'Ouest ou bien Le Bon, la Brute et le Truand.